# Гримм, Франц Антон
Франц Антон Гримм (нем. Franz Anton Grimm, чеш. František Antonín Grimm; 2 октября 1710[…], Брно, Земли Чешской короны[…] — 17 января 1784[…], Брно, Земли Чешской короны[…]) — моравский архитектор позднего барокко, инженер и коллекционер.

## Биография
Родился 2 октября 1710 года в Брно, в семье баварского архитектора Морица Гримма. Первый опыт получил в мастерской своего отца. В 1730 году поступил в Венскую академию искусств, где изучал искусство рисунка и живописи. Через три года перешел в военную академию, где учился у выдающегося архитектора Донато Феличе д’Аллио и помогал ему в проектировании. Гримм нарисовал для него планы церкви в Грос-Зигарт, монастыря Клостернойбург и дворец Кайзерштайн в Вене.
В конце 1930-х годов при поддержке Дитрихштейнов совершил поездку с товарищем по учебе в Рим. Они посетил частную студию Никола Сальви, архитектора знаменитого фонтана Треви, который Гримм спроектировал во время его строительства. В Италии он также посетил Болонью, Капраролу, Виченцу, Милан и Турин. В 1740 году он поехал в Париж, откуда привез труды Франсуа Блонделя. Через год он появился в Вене, где написал труды о методах фортификации согласно Себастьяну Вобану.
В середине 40-х годов Гримм вернулся в Моравию и стал придворным архитектором и геодезистом Карла Максмилиана, принца Дитрихштейнского, и его брата Леопольда. В 1745 году женился на Марии Анне Кнурровой. Через год у него родился первый ребенок (всего у них было 5 сыновей и две дочери). После смерти отца в 1757 году он принял его заказы на работы. Его жена умерла в том же году и он снова женился. На службе у принца он оставался до 1767 года.
Умер 17 января 1784 года в Брно и похоронен рядом с телом своего отца в гробнице капуцинов, где его мумифицированное тело можно увидеть и по сей день. Его последователями были Бартоломей Зинтнер, который также взял на себя его мастерскую в Брно (монастырь капуцинов в Намешть-над-Ославой, перестройка замка в Росице или строительство церкви Святого Леопольда и монастыря Забрдовице в Брно) и Ян Амонн (реконструкция замок в Дукованы). После смерти часть его имения была куплена принцем Карлом фон Залм-Райфершайт-Райц, в котором хранились более тысячи единиц рукописей, рисунков и планов, которые были затем обнаружены академическим сообществом лишь в двадцатом веке и, таким образом, был внесен значительный вклад в изучение архитектуры моравского барокко.